# Доцеро (Колорадо)
Доцеро (англ. Dotsero) — переписна місцевість (CDP) в США, в окрузі Ігл штату Колорадо. Населення — 1172 особи (2020).

## Географія
Доцеро розташоване за координатами 39°38′42″ пн. ш. 107°2′38″ зх. д. / 39.64500° пн. ш. 107.04389° зх. д. (39.644935, -107.044007).  За даними Бюро перепису населення США в 2010 році переписна місцевість мала площу 4,15 км², з яких 3,64 км² — суходіл та 0,51 км² — водойми.

## Демографія
Згідно з переписом 2010 року, у переписній місцевості мешкало 705 осіб у 178 домогосподарствах у складі 154 родин. Густота населення становила 170 осіб/км².  Було 216 помешкань (52/км²).
Расовий склад населення:
| - 52,8 % — білих - 1,4 % — чорних або афроамериканців - 0,7 % — азіатів - 0,1 % — корінних американців - 42,6 % — осіб інших рас |

До двох чи більше рас належало 2,4 %. Частка іспаномовних становила 81,4 % від усіх жителів.
За віковим діапазоном населення розподілялося таким чином: 38,9 % — особи молодші 18 років, 59,8 % — особи у віці 18—64 років, 1,3 % — особи у віці 65 років та старші. Медіана віку мешканця становила 25,2 року. На 100 осіб жіночої статі у переписній місцевості припадало 112,3 чоловіків;  на 100 жінок у віці від 18 років та старших — 115,5 чоловіків також старших 18 років.
Середній дохід на одне домашнє господарство  становив 49 575 доларів США (медіана — 39 813), а середній дохід на одну сім'ю — 47 940 доларів (медіана — 42 583). За межею бідності перебувало 27,1 % осіб, у тому числі 50,0 % дітей у віці до 18 років та 0,0 % осіб у віці 65 років та старших.
Цивільне працевлаштоване населення становило 413 особи. Основні галузі зайнятості: роздрібна торгівля — 24,0 %, мистецтво, розваги та відпочинок — 20,6 %, науковці, спеціалісти, менеджери — 17,7 %.